# 副省会
在法国，副省会（法語：sous-préfecture）是省辖区的行政中心。区政府大楼也称为，驻有副省长（sous-préfet，或译“区长”）和秘书长。副省长是省长在区里的代表。
省会所在的区没有副省会，以省会作为区行政中心，由省政府秘书长行使区长职权。
省辖区以其行政中心（副省会或者省会）的名称命名。

## 另見
- 副省长 (法国)
- 法国省会及大区首府